# Gospodje iz Bronckhorsta
Gospodje iz Bronckhorsta (od leta 1315 tudi Batenburški) je bila stara viteška družina prapornih gospodov, ki je nastala v okolici Wijchena v Gelderlandu in je vladala Bronkhorstu in Olburgnu .

## Zgodovina
Gospodje Bronckhorsta so vedno imeli poseben položaj od poznega srednjega veka, kot eden od štirih prapornih gospodov in kot prvi član stanov četrti Zutphen. Njihov ugled se je povečal, ko je cesar Karel V. okoli leta 1530 Jošta iz Bronckhorsta-Borculskega povzdignil v grofa. Zaradi tega povišanja so praporščino Bronckhorst pogosto imenovali 'grofija', vendar se domneva, da se je grofovstvo nanašalo izključno na družino Bronckhorst, ne pa na njihovo območje. Njihovo območje je bila alodialna posest, ki ni bilo predmet fevdalne podrejenosti cesarstvu in regiji.V času osemdesetletne vojne so se Bronckhorsti postavili na stran Viljema Oranskega. Maksimilijan iz Bronckhorsta je zadnji gospod Batenburški, ki trdi, da je  podrejen samo cesarju in ne fevdno Gelderlandu. Po njegovi smrti je Batenburg preko njegove hčere prišel v roke plemiške rodbine Hornskih.
Njihova zemljiška posest, ki so jo redno povečevali, je vodila do vse večjega vpliva v regiji. Glavne posesti so bile: Batenburg, Anholt, ki je mejil na Gelderland, in Borculo. Člani družine iz Bronckhorsta in poznejši gospodje Limburški-Stirumski so se veliko zadrževali v Borculu, tako da se je na gradu Borculo ohranil zelo velik del družinskega arhiva. Ni znano, ali so Bronckhorsti dobili ime po gradu Bronckhorst ali obratno. Nosilec prvega imena Adam iz Bronckhorsta je omenjen v listini, sestavljeni med letoma 1127 in 1131. V 14. stoletju so bili njegovi potomci vpleteni v dolgoletne spore med Heeckerensi  in Bronckhorsti v Vojvodini Gelders. Grad Bronckhorst je bil takrat v lasti družine Adamovih potomcev, ki so imeli v lasti posestvo Bronckhorst do leta 1553. Tega leta je Joošt iz Bronckhorsta umrl brez otrok. Gospostvo je prešlo na Ermgardo Wischsko. Ponovno se je poročila z grofom Jurijem Limburškim Stirumskim. Do leta 1721 je Bronkhorst ostal v lasti Limburških Stirumskih, ki so ga nato prodali JP Raesfeltskemu. Leta 1754 je bilo gospostvo prodano JR van Glasenappskemu. On ga je prodal baronu Z. DW iz Tengnagella leta 1760, nakar so gospostvo pridobili grof F.A.  Limburški Stirumski (1793), CJ Wolterbeek (1805) in H. L. Ketjen (1824). 19. marca 1830 je Ketjen zamenjal gospostvo z D. de Haasom, čigar dediči so Bronkhorst prodali gospodu A. Th. L. Metelerkampu. Gospoščino je 12. februarja 1879 podaril svojemu sinu A. JP Metelerkampu  .

## Posesti gospodov Bronkhorst
- Grad Bronkhorst (1127-)

- Bronkhorstski mlin na veter

- Grad Batenburg (1315-1408)

- Batenburški mlin

- Podeželsko posestvo Holtslag (-1401)

- Dvorec Eerbeek

- Grad Notenstein / Oosterhout

- Grad Hackfort (1324-1702)

- Rekem (1134 - 1335)

- Gospostvo Borculo (1360-1579)

- Grad Lichtenvoorde (1397-1615)

- Gospostvo Anholt (1402-1641)

- Grad Borculo (1405-)

- Gospostvo Bleiswijk (1558-1582)

- Grad Gronsveld (1430-1719)

- Mlin na veter Gronsveld (1623-1719)

- Grad Oost (1430-1639)

- Grad Rimburg (1474-1640)

- Kapela v Lichtenvoorde (1496- )

- Gospostvo Holt v Twello (1512-)

- Grad Wijchen (1535-1595)

- Gospostvo Bredevoorta (1562-1612)

## Grbi rodbine
Izvorni grb rodbine: srebrn lev, pribit, z jezikom in okronan iz zlata na rdečem polju. To je najstarejša varianta in prikazuje tudi steblo palice v modri barvi. Bronckhorstski lev se razlikuje od vseh drugih gelderskih levov. To je morda posledica dejstva, da je bil prvotni ščit in prapor Viljema II. Bronkhorstskega kot poveljnika vojske med vojno za limburško nasledstvo. Možna je tudi poroka z Irmgard Randerodejsko (Randerath, leta 1972 se je združil s Heinsbergom), čeprav je poroka z eno od zasedenih hčera gospodov Heinsberških nemogoča in so gospodje Heinsberški omogočili prenos tega grba le za dve generaciji. Nemško mesto Heinsberg ima v svojem grbu še vedno srebrnega leva s kremplji, krono in zlatim jezikom. Edina razlika je dvojni rep nemškega leva. Gelderska grbovna knjiga vsebuje najzgodnejšo znano podobo grba Viljema IV. iz Bronckhorsta (1316-1356). Kdaj je prečka izginila, ni znano. Leva najdemo med drugim tudi na grbih Bredevoorta in Lichtenvoordeja.
- Najstarejši znani grb/ščit
- Družinski izvorni grb
- grb Batenburških
- Grb združenega Bronckhorsta in Batenburga
- Bronckhorst Batenburg
- Grb zavezništva Bronckhorst
- Jakob Bronckhorstski Batenburški
- Grb zavezništva Bronckhorst
- Bronckhorst Batenburg (Siebmacherjeva grbovna knjiga)
- Lichtenvorde
- grb gospostva Wisch
- grb grofije Gronsveld/gospostvo Borculo

## Praporni gospodje
Batenburški gospodje iz okolice Wijchena so bili v srednjem veku tako imenovani praporni gospodje. Skoraj enakovredni so na primer brabantskim in gelderlandskim vojvodam. Batenburški gospod se leta 1450 skupaj z vojvodo Kleveškim in grofom Hoornom odpravi na romanje v sveto deželo.
Tudi gospodje iz Bronkhorsta pri Zutphenu pravijo, da kot fevdalci spadajo neposredno pod nemškega cesarja. Člani družin Bronkhorst in Batenburg se poročijo, po čemer se otroci imenujejo Bronkhorstski-Batenburški. Vojvoda Gelderski nenehno izpodbija zakonske pravice prapornih gospodov.

## Družinsko drevo
- Adam Bronkhorstski (znan med 1127-1131), gospod Bronckhorstski
  - Ermgard Bronkhorstska
  - Gijsbert I. Bronkhorstski ((1140-1189)), Gospod Bronkhorstski in Rekemski
    - Gijsbert II. Bronkhorstski, † pred 1196, star 27 ali 28 let. Umrl neporočen.
    - Viljem I. Bronkhorstski (ok. 1171 - po 1226), gospod Bronkhorstski
      - Gijsbert III. Bronkhorstski  (ok. 1198 - 1241) Gospod Bronkhorstski in Rekemski
        - Floris I. Bronkhorstski (1222 - 1290)  ⚭ Ermgardo Anhaltsko
          - Floris II. Bronkhorstski, prošt v Hadelnu (1298-1306), volilni škof Bremna 1307
          - Heilwig Bronkhorstska (ok. 1270 – po 1310 ) ⚭ grof Henrik I. Holsteinski

        - Viljem II. Bronkhorstski  (1224 - 1290) ⚭ Ermengarda Randerodska Anhaltska, Gospod Bronkhorstski in Rekemski
          - Gijsbert IV. Bronkhorstski (1265-1317) vitez, Gospod Bronkhorstski in Rekemski oskrbnik Over Rijna ⚭ Elizabeta Steinfurtska
            - Viljem III. Bronckhorstski (okoli 1284-1328), vitez, Gospod Bronkhorstski in Rekemski  in Batenburški ⚭ dedno gospo Johana Batenburška
              - Gijsbert V. Bronkhorstski (ok. 1316 - 1356 ) Gospod Bronkhorstski in Batenburški ⚭ 1344 Katarina Leefdaelska
                - Elizabeta Bronkhortska
                - Gijsbert Bronkhorstski-Borkulski (- † 1402) Gospod Bronkhorstski in Borkulski ⚭ 1360 z Henriko Dodinckweerdejsko, gospo Borkulsko (- † 1397)
                - Viljem IV. Bronkhorstski (? - 1410) Gospod Bronkhorstski (1356-1399) in oskrbnik Zutphena za vojvodo Gelderskega, ⚭ 1365 z grofico Kunegundo Meurško (2X vdova)
                  - Katarina Bronkhorstska (1366 – 1415) ⚭ (1) Henrik II. Wisch (2) Henrik III. Gemenski
                  - Elizabeta Bronkhorstska  ⚭
                  - Gijsbert VI. Bronckhorstski-Borculski (ok. 1367 - 1409) Gospod Bronkhorstski (1399-1409) in 3. Gospod Borkulski (1405-1409) ⚭ 1391 Heilwig Tecklenburška
                    - Viljem V. Bronkhorstski-Borkulski (okoli 1392-1429), gospod Bronkhorstski (1417-1429)
                    - Oton Bronkhorstski-Borkulski gospod Bronkhorstski (1429-1458) in Borkulski (1417-1458) ⚭ (1) 1418 Neža Solmska, (2) Elizabeta Nassauska 
                      - (2)Gijsbreht VII. Bronkhorstski-Borkulski (1440 - 1489) gospod Bronkhorstski (1458-1489) in 4. gospod Borculski (1477-1489) ⚭ 1457 z Elizabeto Egmontsko
                      - (2)Friderik Bronkhorstski-Borkulski Steenderenski  (1456 – 1508) gospod Bronkhorstski, 5. gospod Borkulski in gospod Steenderenski (1489-1508) ⚭ 1492 grofico Matildo Berško (hči Osvalda I. Berškega)
                        - Jošt Bronkhorstski-Borkulski (1503 – 1553) gospod Bronkhorstski (1508-1533) in grof Bronkhorstski (1533-1553) ⚭ 1530 z Marijo Hoya-nsko

                    - Kunigunda Bronkhorstska ⚭ 1422 z Janezom II. Roeverskim Montfortskim

                  - Marija Bronkhorstska, izvenzakonsko razmerje z Albert Bavarski
                  - Barbara Bronkhorstska
                  - Friderik Bronkhorstski (ok. 1369 – 1405) 2. Gospod Borculski

                - Ditrik II. Bronkhorstski-Batenburški (ok. 1347 - † 1406/1407) Gospod Batenburški, 1377 vitez, 1378 svetovalec Viljema III. Jülichškega, vojvode Gelderskega ⚭ Elizabeta Ufenhoveška 
                  - Gijsbert Bronkhorstski-Batenburški (1370-1429) Gospod Batenburški in Anholtski ⚭ Margareta Ghemenska
                    - Ditrih I. Bronkhorstski-Batenburški-Anholtski (1400-1454)

                - Rogier Bronkhorstski (okoli 1346-1419) gospod Hilvarenbeekški

              - Ditrih Bronkhorstski-Batenburški (- † pred 1351)
              - Baldvin Batenburški (- † 1344) v bitki pri Hamontu

          - Kunigunda Bronkhorstska (1250 - 1299) ⚭ 1270 z Otonom grofom II. Dalenskim
          - Janez Bronkhorstski ( – † 1346 ) duhovnik v Elstu

        - Gijsbert Bronkhorstski (ok. 1244 –1306),  bremenski nadškof (1273-1306)
        - Oda Bronkhorstska (1233 –)  ⚭ Johan Schellaertski, gospodom Niederena

      - Viljem Bronkhorstski,  (1200 omenjen 1230) kot prošt Oldenzaala
      - Helena Bronkhorstska,  (1203-)
      - Henrik Bronkhorstski,  (1207 - omenjen 1232, 1235), kanonik v Zutphenu

## Znani potomci
glej tudi: Rodbina Bronckhorstskih
- Adam Iz Bronckhorsta, omenjen med letoma 1127 in 1131
- Dirk iz Bronckhorsta-Batenburški (1347-1407)
- Dirk iz Bronckhorsta-Batenburški (1429-1488)
- Dirk iz Bronckhorsta-Batenburški (1478-1549)
- Dirk iz Bronkhorsta-Batenburški (-1568), (-1568) obglavljen v Bruslju
- Dirk iz Bronckhorsta-Batenburški (1400-1454), (ok. 1400-27. november 1451), gospod Batenburški, Gronsvelski, Rimburški - leta 1432 mu je cesar Sigismund podelil v fevd gospostvo Anholt, leta 1434 kupi grad Landfort, sin Gijsberta iz Bronckhorsta -Batenburški (Anholtski)
- Dirk iz Bronckhorsta-Batenburški (1480-1541), gospod Batenburški in Stejnski (1480 – 27. avgust 1541 ). Bil je sin Hermana iz Bronckhorsta-Batenburški (Anholtski)
- Diederik iz Bronckhorsta-Batenburški, (22. maj 1504 – 9. januar 1586) gospod Batenburški in gospod Anholtski 1549-1586, sin Dirka iz Bronckhorsta-Batenburškega (1478-1549)
- Dirk iz Bronckhorsta-Batenburški (1578–1649), (24. marec 1578 – 16. junij 1649) gospod Batenburški in gospod Anholtski 1586–1649, praporni gospod Bahra in Lathuma, sin Jakoba iz Bronckhorsta-Batenburškega (Anholtskega)
- Gijsbert iz Bronckhorsta, nadškof, (ok. 1240 – Bremervörde, 18. november 1306)
- Gijsbert IV. iz Bronckhorsta, Giselbert iz Bronckhorsta, sin Viljema III. Bronckhorsta-Batenburškega
- Gijsbert V. iz Bronckhorsta, gospod Bronckhorstski (1328–1356)
- Gijsbert VI. iz Bronckhorsta
- Gijsbert iz Bronckhorsta-Batenburški, (-1. junij 1568) obglavljen v Bruslju
- Herman iz Bronckhorsta-Batenburški, (-1556) je leta 1535 kupil grad Wijchen; poročen s Petronelo Praetsko in Moerkerckensko (-1594)
- Jakob I. iz Bronckhorsta-Batenburški, (pred 1475 – 25. april 1516), gospod Anholtski 1473-1516, sin Gijsberta II. iz Bronckhorsta-Batenburškega
- Jakob iz Bronckhorsta-Batenburški (Anholtski) (1553–1582), ubit med obleganjem Lochema
- Janez iz Bronkhorsta († 1386)
- Johan Jakob iz Bronckhorsta, (1582-1630) grof Bronckhorstski-Batenburški, je zaslovel kot cesarski feldmaršal pod imenom grof Anholtski
- Jošt iz Bronckhorsta († 1553) zadnji grof Bronckhorstski iz rodu Bronckhorstskih
- Kunigunda iz Bronckhorsta
- Maksimilijan iz Bronckhorsta-Batenburški, je v Batenburgu v srednjem veku in v začetku 17. stoletja koval svoje kovance, ki pa zaradi slabe kakovosti niso bili na dobrem glasu. Maksimilijan je bil zadnji gospod s svojim kovancem.
- Oton iz Bronckhorsta-Borculski, († 23. februar 1458), gospod Bronckhorstski in Borculski 1429-1458
- Viljem III. iz Bronckhorsta († 1328)
- Viljem IV. iz Bronckhorsta, († 12. marec 1410), gospod Bronckhorstski 1356-1399
- Viljem iz Bronckhorsta-Batenburški (umrl 1573), za kratek čas vodja vojske Viljema Oranskega